# Miss Universo 2018
Miss Universo 2018, la 67.ª edición del concurso Miss Universo, se llevó a cabo en el Impact Arena en Pak Kret (Tailandia) el 17 de diciembre de 2018.
Representantes provenientes de noventa y cuatro países y territorios compitieron por el título, superando el récord anterior de noventa y dos en 2017. Al final del evento, Miss Universo 2017, Demi-Leigh Nel-Peters de Sudáfrica, coronó como su sucesora a Catriona Gray de Filipinas. Es la cuarta —y más reciente— victoria de Filipinas, después de las de 1969, 1973 y 2015.
El concurso fue presentado por Steve Harvey en su cuarto año consecutivo, con la supermodelo Ashley Graham. La personalidad de televisión Carson Kressley y la entrenadora de pasarela Lu Sierra brindaron comentarios y análisis durante todo el evento. El cantautor estadounidense Ne-Yo actuó en esta edición.

## Antecedentes

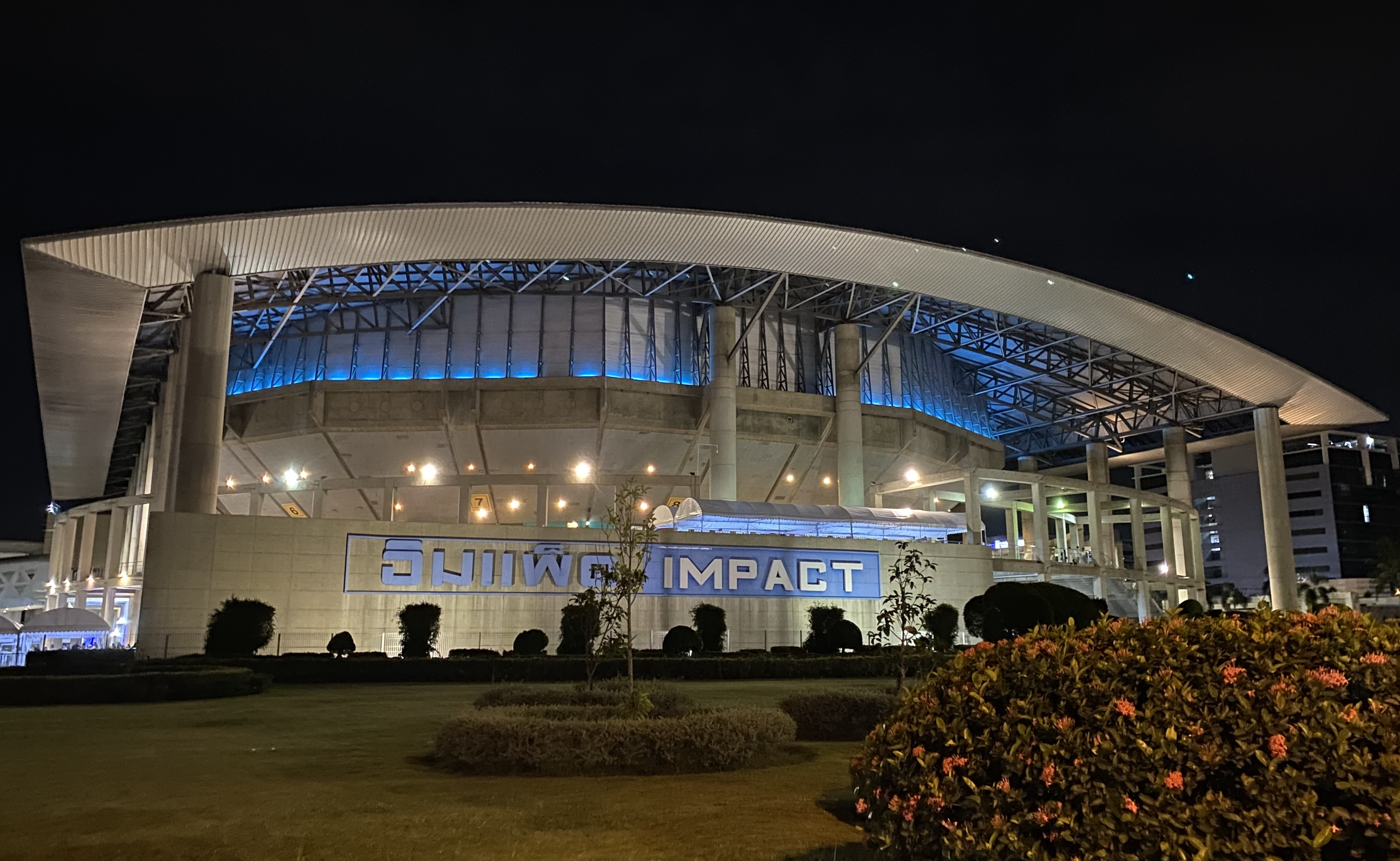
Impact Arena, recinto sede de Miss Universo 2018.

### Sede y fecha
La Organización Miss Universo estaba en negociaciones para realizar el concurso en China. Las negociaciones se derrumbaron después de que los chinos se negaron a transmitir el concurso en vivo. Posteriormente, la Organización Miss Universo abrió negociaciones con Filipinas después de que previamente habían sido anfitriones del Miss Universo 2016.
En abril de 2018, la entonces secretaria de Turismo Wanda Tulfo Teo habló con el presidente de Filipinas Rodrigo Duterte sobre la posibilidad de organizar el concurso en Borácay en noviembre de 2018. El 6 de mayo de 2018, Tulfo-Teo anunció que Filipinas tenía un «90 % de probabilidad» de organizar el concurso y también reveló que el departamento de turismo buscaría patrocinadores, ya que LCS Holdings Inc. de Chavit Singson, el principal patrocinador del Miss Universo 2016, había declinado financiar el concurso de 2018. El 18 de mayo de 2018, la sucesora de Tulfo-Teo, Bernadette Romulo-Puyat, anunció que el país había abandonado la candidatura para ser sede del concurso debido a restricciones presupuestarias y otras preocupaciones. Romulo-Puyat también señaló que Filipinas había sido sede del concurso recientemente y no había razón para hacerlo de nuevo tan pronto.
El 31 de julio de 2018, se anunció por la entonces presidenta de la Organización Miss Universo, Paula Shugart, en una conferencia de prensa en vivo en el Centro de Arte y Cultura de Bangkok, que el concurso de 2018 se llevaría a cabo en Bangkok (Tailandia) el 17 de diciembre de 2018. La ciudad había sido sede del concurso de Miss Universo dos veces, en 1992 y 2005. La actual Miss Universo, Demi-Leigh Nel-Peters, junto con Miss Universo 1965 Apasra Hongsakula y Miss Universo 2005 Natalie Glebova, participaron en el anuncio. El concurso de trajes nacionales tuvo lugar el 10 de diciembre de 2018 en el Jardín Botánico Tropical de Nong Nooch en Pattaya (Tailandia).

### Selección de candidatas
Ángela Ponce de España fue la primera candidata abiertamente transgénero en competir en el concurso. A pesar de no ser una de las veinte cuartofinalistas, Ponce fue reconocida por la Organización Miss Universo por su importancia histórica durante la competencia. Las reglas del concurso se cambiaron para permitir que las mujeres transgénero compitan en 2012.

#### Reemplazos
Zoé Brunet, la primera finalista de Miss Bélgica 2018, fue designada para representar a Bélgica después de que Miss Bélgica 2018 Angeline Flor Pua eligiera competir en Miss Mundo 2018. Eva Colas de Francia y Magdalena Swat también fueron designadas para sus títulos después de que sus titulares originales, Miss Francia 2018 Maëva Coucke y Miss Polonia 2017 Agata Biernat, respectivamente, no pudieran competir debido a compromisos con Miss Mundo 2018. Coucke y Pua compitieron en el concurso al año siguiente.

#### Debuts, regresos y retiros
La edición de 2018 vio los debuts de Armenia, Kirguistán y Mongolia, y los regresos de Belice, Dinamarca, Grecia, Hungría, Kenia, Kosovo y Suiza. Grecia compitió por última vez en 2015, y los demás en 2016.
Austria, Etiopía, Eslovenia, Irak, Rumania y Tanzania se retiraron después de que sus respectivas organizaciones perdieron su licencia de Miss Universo, no lograron realizar un concurso nacional o designar a una candidata. Guyana fue suspendido de participar en Miss Universo debido a una controversia que involucraba «correos electrónicos desagradables» y «amenazas de muerte» enviadas a la organización sobre un problema de candidata en 2017. Ningún titular de licencia reemplazó a la titular de licencia anterior, lo que obligó al país a retirarse. Martrecia Alleyne iba a representar a Trinidad y Tobago, pero se retiró porque la franquicia local tenía prohibido permitirle competir en Miss Universo 2018.
Marie Esther Bangura de Sierra Leona llegó a Bangkok después de que se habían cerrado las inscripciones y no pudo participar debido a problemas de visa y logísticos. Sin embargo, se le permitió participar en las actividades del concurso y ver la competencia desde la audiencia. También fue invitada a competir en la siguiente edición del concurso.

## Resultados
| Posición                  | Candidata |
| ------------------------- | --- |
| Miss Universo 2018        | - Filipinas - Catriona Gray |
| Primera finalista         | - Sudáfrica - Tamaryn Green |
| Segunda finalista         | - Venezuela - Sthefany Gutiérrez |
| Finalistas (Top 5)        | - Puerto Rico - Kiara Ortega - Vietnam - H'Hen Niê |
| Semifinalistas (Top 10)   | - Canadá - Marta Stępień - Costa Rica - Natalia Carvajal - Curazao - Akisha Albert - Nepal - Manita Devkota - Tailandia - Sophida Kanchanarin |

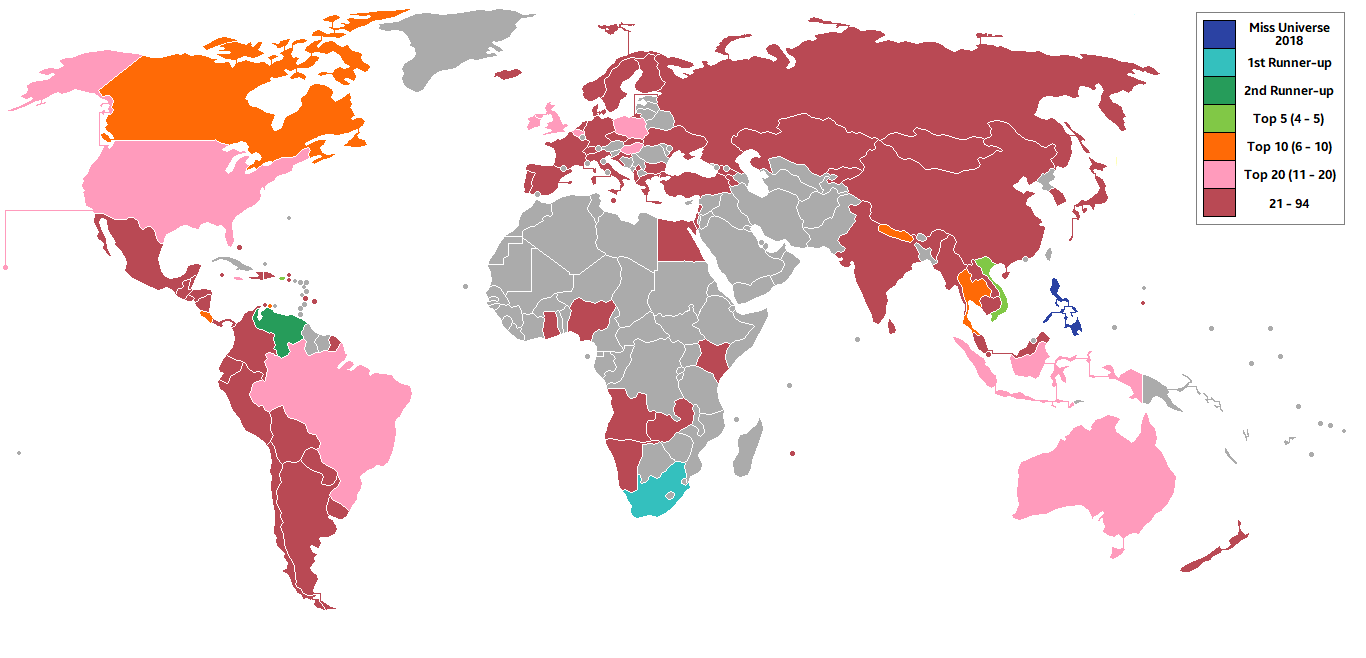
Países y territorios que enviaron candidatas y resultados para Miss Universo 2018

| Cuartofinalistas (Top 20) | - Australia - Francesca Hung - Bélgica - Zoé Brunet - Brasil - Mayra Dias - Estados Unidos - Sarah Rose Summers - Gran Bretaña - Dee-Ann Kentish-Rogers - Hungría - Enikő Kecskès - Indonesia - Sonia Citra - Irlanda - Grainne Gallanagh - Jamaica - Emile Madison - Polonia - Magdalena Swat |

### Premios especiales
| Premio               | Candidata                        |
| -------------------- | -------------------------------- |
| Mejor traje nacional | - Laos - On-anong Homsombath     |
| Miss Simpatía        | - Sri Lanka - Ornella Gunesekere |

## El concurso

### Formato
El número de cuartofinalistas se incrementó a veinte, el mismo número de cuartofinalistas en 2006. Los resultados de la competencia preliminar, que estuvo compuesta por la competencia de trajes de baño y de noche, y entrevistas a puerta cerrada, determinaron a las veinte cuartofinalistas. Se mantuvo el formato continental, con cinco cuartofinalistas de las Américas, Europa, África y Asia-Pacífico, y comodines provenientes de cualquier región continental. Las veinte cuartofinalistas compitieron en la ronda de declaración inicial, después de lo cual los jueces redujeron las cuartofinalistas a diez, quienes luego compitieron en las competencias de trajes de baño y de noche. Después de las competencias de trajes de baño y de gala, los jueces seleccionaron a las cinco finalistas para competir en la ronda preliminar de preguntas y respuestas. Después de ese segmento, los jueces seleccionaron a las tres finalistas, quienes participaron en las porciones de la palabra final y la última pasada (final look).

### Comité de selección
Las siete juezas para la competencia preliminar y la transmisión final fueron un panel exclusivamente femenino que incluía:
- Liliana Gil Valletta, empresaria
- Janaye Ingram, organizadora política y Miss Nueva Jersey USA 2004
- Monique Lhuillier, diseñadora de moda
- Michelle McLean, Miss Universo 1992 de Namibia
- Iman Oubou, científica, emprendedora y misionera médica
- Bui Simon, Miss Universo 1988 de Tailandia
- Richelle Singson-Michael, arquitecta y empresaria filipina

## Candidatas
Noventa y cuatro candidatas compitieron por el título.
| País/Territorio                      | Candidata                | Edad | Ciudad natal            | Grupo continental      |
| ------------------------------------ | ------------------------ | ---- | ----------------------- | ---------------------- |
| Albania                              | Trejsi Sejdini           | 18   | Elbasan                 | Europa                 |
| Alemania                             | Celine Willers           | 25   | Múnich                  | Europa                 |
| Angola                               | Ana Liliana Avião        | 24   | Andulo                  | África y Asia-Pacífico |
| Argentina                            | Agustina Pivowarchuk     | 22   | Buenos Aires            | América                |
| Armenia                              | Eliza Muradyan           | 25   | Etchmiadzin             | Europa                 |
| Aruba                                | Kimberly Julsing         | 20   | Wayaca                  | América                |
| Australia                            | Francesca Hung           | 24   | Sídney                  | África y Asia-Pacífico |
| Bahamas                              | Danielle Grant           | 23   | Nasáu                   | América                |
| Barbados                             | Meghan Theobalds         | 27   | Christ Church           | América                |
| Bélgica                              | Zoé Brunet               | 18   | Namur                   | Europa                 |
| Belice                               | Jenelli Fraser           | 27   | Ciudad de Belice        | América                |
| Birmania                             | Hnin Thway Yu Aung       | 22   | Bago                    | África y Asia-Pacífico |
| Bolivia                              | Joyce Prado              | 21   | Santa Cruz de la Sierra | América                |
| Brasil                               | Mayra Dias               | 27   | Itacoatiara             | América                |
| Bulgaria                             | Gabriela Topalova        | 22   | Plovdiv                 | Europa                 |
| Camboya                              | Rern Nat                 | 23   | Kampong Cham            | África y Asia-Pacífico |
| Canadá                               | Marta Stępień            | 24   | Windsor                 | América                |
| Chile                                | Andrea Díaz              | 27   | Santiago                | América                |
| China                                | Meisu Qin                | 24   | Anshan                  | África y Asia-Pacífico |
| Colombia                             | Valeria Morales          | 20   | Cali                    | América                |
| Corea del Sur                        | Baek Ji-hyun             | 25   | Daegu                   | África y Asia-Pacífico |
| Costa Rica                           | Natalia Carvajal         | 28   | San José                | América                |
| Croacia                              | Mia Pojatina             | 23   | Nova Gradiška           | Europa                 |
| Curazao                              | Akisha Albert            | 23   | Willemstad              | América                |
| Dinamarca                            | Helena Heuser            | 22   | Copenhague              | Europa                 |
| Ecuador                              | Virginia Limongi         | 24   | Portoviejo              | América                |
| Egipto                               | Nariman Khaled           | 22   | Hurgada                 | África y Asia-Pacífico |
| El Salvador                          | Marisela de Montecristo  | 26   | San Salvador            | América                |
| Eslovaquia                           | Barbora Hanová           | 24   | Lučenec                 | Europa                 |
| España                               | Ángela Ponce             | 27   | Sevilla                 | Europa                 |
| Estados Unidos                       | Sarah Rose Summers       | 24   | Omaha                   | América                |
| Filipinas                            | Catriona Gray            | 24   | Oas                     | África y Asia-Pacífico |
| Finlandia                            | Alina Voronkova          | 23   | Helsinki                | Europa                 |
| Francia                              | Eva Colas                | 22   | Bastia                  | Europa                 |
| Georgia                              | Lara Yan                 | 25   | Telavi                  | Europa                 |
| Ghana                                | Akpene Diata Hoggar      | 25   | Tefle                   | África y Asia-Pacífico |
| Gran Bretaña                         | Dee-Ann Kentish-Rogers   | 25   | Birmingham              | Europa                 |
| Grecia                               | Ioanna Bella             | 22   | Veria                   | Europa                 |
| Guam                                 | Athena McNinch           | 20   | Mangilao                | África y Asia-Pacífico |
| Guatemala                            | Mariana García           | 19   | Ciudad de Guatemala     | América                |
| Haití                                | Samantha Colas           | 26   | Puerto Príncipe         | América                |
| Honduras                             | Vanessa Villars          | 20   | Santa Bárbara           | América                |
| Hungría                              | Enikő Kecskès            | 21   | Budapest                | Europa                 |
| India                                | Nehal Chudasama          | 22   | Bombay                  | África y Asia-Pacífico |
| Indonesia                            | Sonia Fergina Citra      | 25   | Tanjung Pandan          | África y Asia-Pacífico |
| Irlanda                              | Grainne Gallanagh        | 24   | Buncrana                | Europa                 |
| Islandia                             | Katrín Lea Elenudóttir   | 19   | Reikiavik               | Europa                 |
| Islas Caimán                         | Caitlin Tyson            | 24   | Bodden Town             | América                |
| Islas Vírgenes Británicas            | A'yana Keshelle Phillips | 23   | Sea Cows Bay            | América                |
| Islas Vírgenes de los Estados Unidos | Aniska Tonge             | 27   | Charlotte Amalie        | América                |
| Israel                               | Nikol Reznikov           | 18   | Afula                   | África y Asia-Pacífico |
| Italia                               | Erica De Matteis         | 24   | Roma                    | Europa                 |
| Jamaica                              | Emily Maddison           | 19   | Saint Andrew            | América                |
| Japón                                | Yuumi Kato               | 22   | Aichi                   | África y Asia-Pacífico |
| Kazajistán                           | Sabina Azimbayeva        | 18   | Almaty                  | Europa                 |
| Kenia                                | Wabaiya Kariuki          | 22   | Nairobi                 | África y Asia-Pacífico |
| Kosovo                               | Zana Berisha             | 24   | Suhareke                | Europa                 |
| Kirguistán                           | Begimay Karybekova       | 20   | Biskek                  | África y Asia-Pacífico |
| Laos                                 | On-anong Homsombath      | 23   | Prefectura de Vientián  | África y Asia-Pacífico |
| Líbano                               | Maya Reaidy              | 23   | Tannourine              | África y Asia-Pacífico |
| Malasia                              | Jane Teoh                | 21   | Penang                  | África y Asia-Pacífico |
| Malta                                | Francesca Mifsud         | 22   | Żejtun                  | Europa                 |
| Mauricio                             | Varsha Ragoobarsing      | 28   | Flacq                   | África y Asia-Pacífico |
| México                               | Andrea Toscano           | 20   | Manzanillo              | América                |
| Mongolia                             | Dolgion Delgerjav        | 27   | Ulán Bator              | África y Asia-Pacífico |
| Namibia                              | Selma Kamanya            | 21   | Windhoek                | África y Asia-Pacífico |
| Nepal                                | Manita Devkota           | 23   | Gorkha                  | África y Asia-Pacífico |
| Nueva Zelanda                        | Estelle Curd             | 27   | Auckland                | África y Asia-Pacífico |
| Nicaragua                            | Adriana Paniagua         | 23   | Chinandega              | América                |
| Nigeria                              | Aramide Lopez            | 21   | Lagos                   | África y Asia-Pacífico |
| Noruega                              | Susanne Guttorm          | 22   | Karasjok                | Europa                 |
| Países Bajos                         | Rahima Dirkse            | 25   | Róterdam                | Europa                 |
| Panamá                               | Rosa Montezuma           | 25   | Ngäbe-Buglé             | América                |
| Paraguay                             | Belén Alderete           | 24   | Asunción                | América                |
| Perú                                 | Romina Lozano            | 22   | Bellavista              | América                |
| Polonia                              | Magdalena Swat           | 27   | Ostrowiec Świętokrzyski | Europa                 |
| Portugal                             | Filipa Barroso           | 20   | Setúbal                 | Europa                 |
| Puerto Rico                          | Kiara Ortega             | 25   | Rincón                  | América                |
| República Checa                      | Lea Šteflíčková          | 20   | Praga                   | Europa                 |
| República Dominicana                 | Aldy Bernard             | 23   | Laguna Salada           | América                |
| Rusia                                | Yulia Polyachikhina      | 18   | Cheboksary              | Europa                 |
| Santa Lucía                          | Angella Dalsou           | 24   | Castries                | América                |
| Singapur                             | Zahra Khanum             | 23   | Singapur                | África y Asia-Pacífico |
| Sri Lanka                            | Ornella Gunesekere       | 26   | Dehiwala-Mount Lavinia  | África y Asia-Pacífico |
| Sudáfrica                            | Tamaryn Green            | 24   | Paarl                   | África y Asia-Pacífico |
| Suecia                               | Emma Strandberg          | 22   | Hallstahammar           | Europa                 |
| Suiza                                | Jastina Doreen Riederer  | 20   | Spreitenbach            | Europa                 |
| Tailandia                            | Sophida Kanchanarin      | 23   | Bangkok                 | África y Asia-Pacífico |
| Turquía                              | Tara De Vries            | 20   | Estambul                | Europa                 |
| Ucrania                              | Karyna Zhosan            | 23   | Odesa                   | Europa                 |
| Uruguay                              | Sofía Marrero            | 18   | Canelones               | América                |
| Venezuela                            | Sthefany Gutiérrez       | 19   | Barcelona               | América                |
| Vietnam                              | H'Hen Niê                | 26   | Đắk Lắk                 | África y Asia-Pacífico |
| Zambia                               | Melba Shakabozha         | 23   | Lusaka                  | África y Asia-Pacífico |

### Galería de candidatas

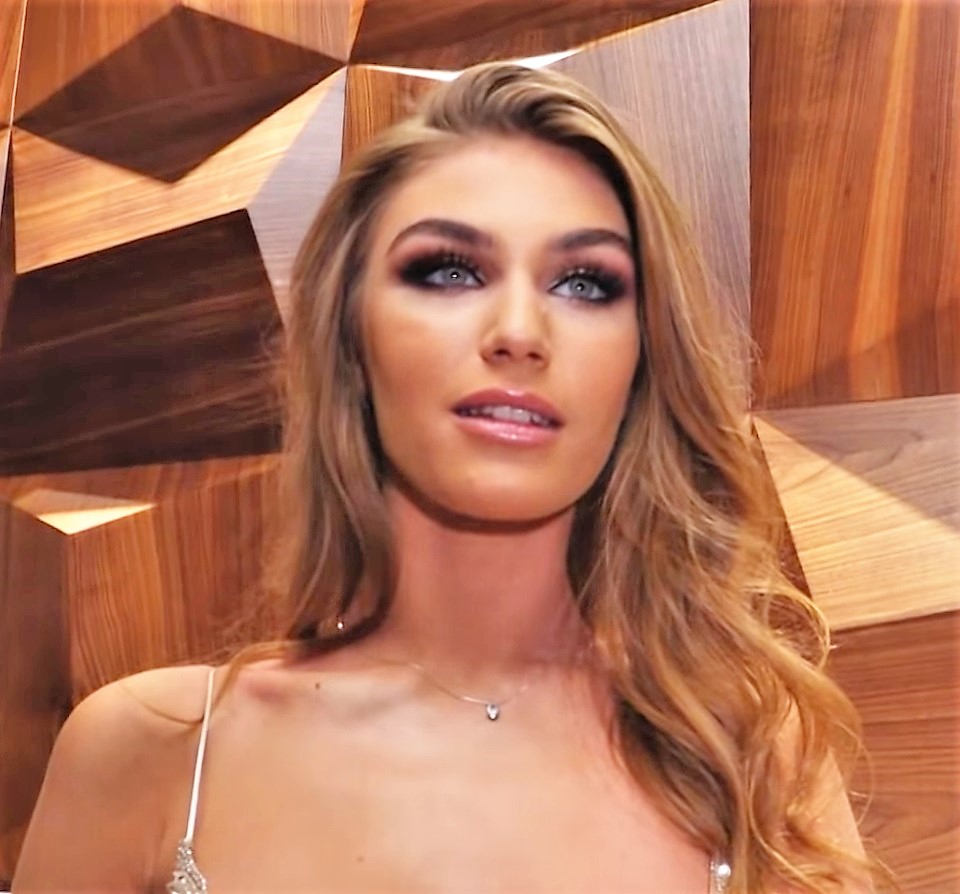
Miss Albania
(Trejsi Sejdini)

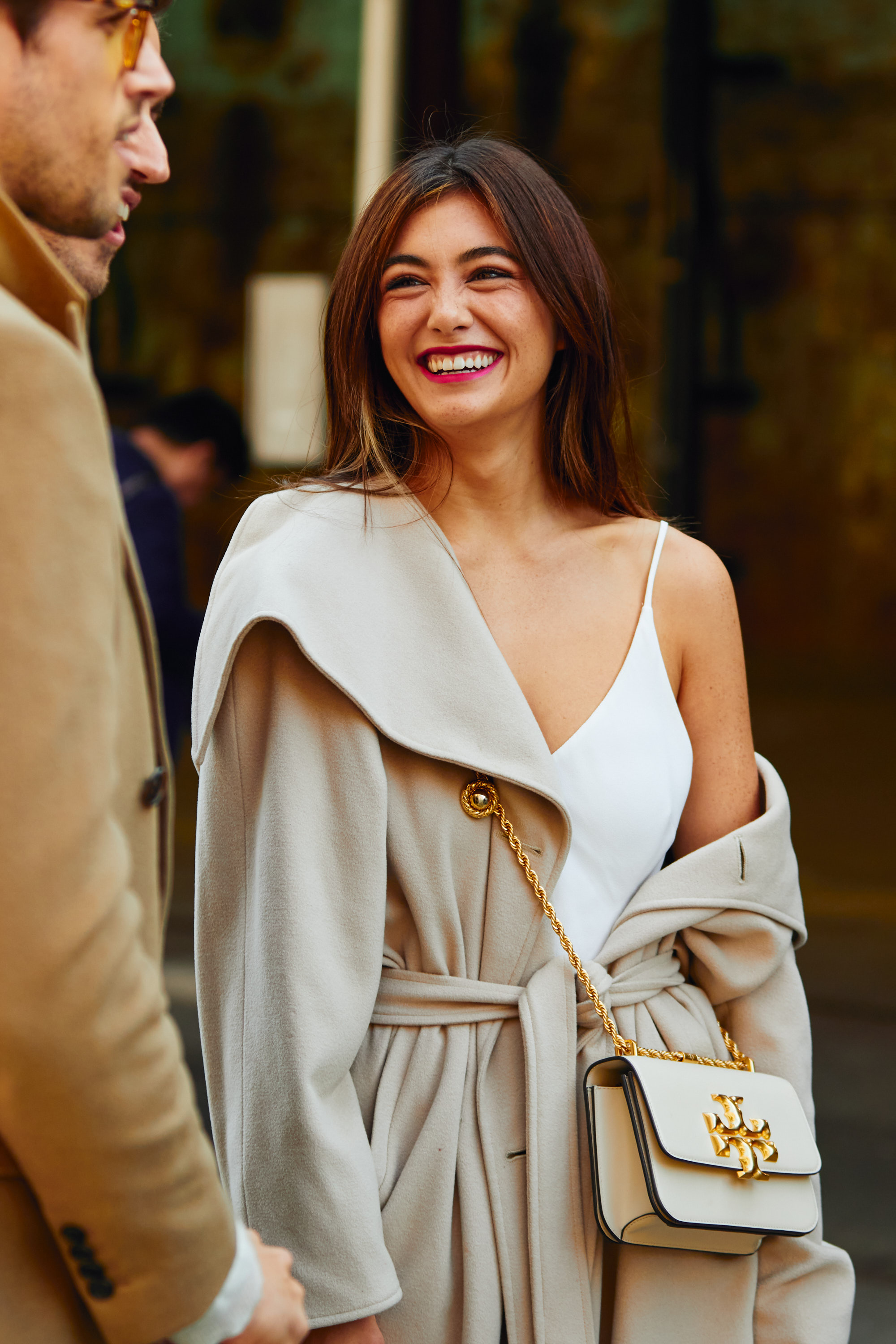
Miss Australia
(Joey Francesca Hung)

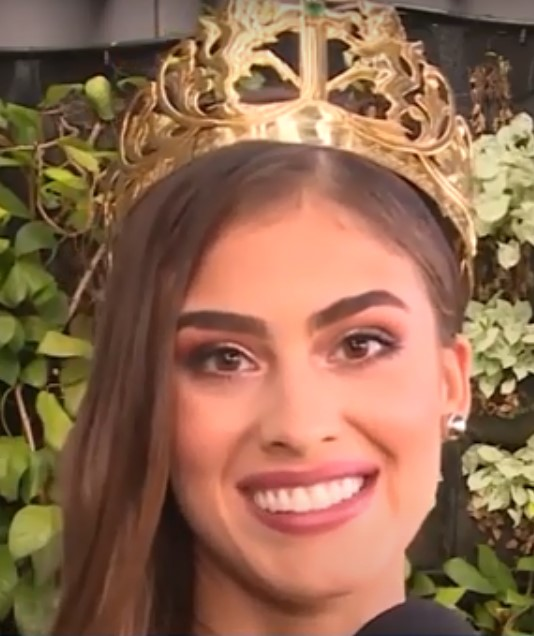
Miss Colombia
(Valeria Morales)

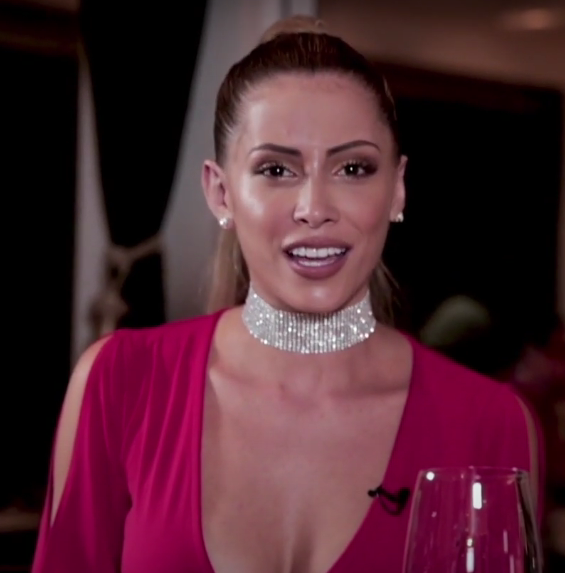
Miss Costa Rica
(Natalia Carvajal)

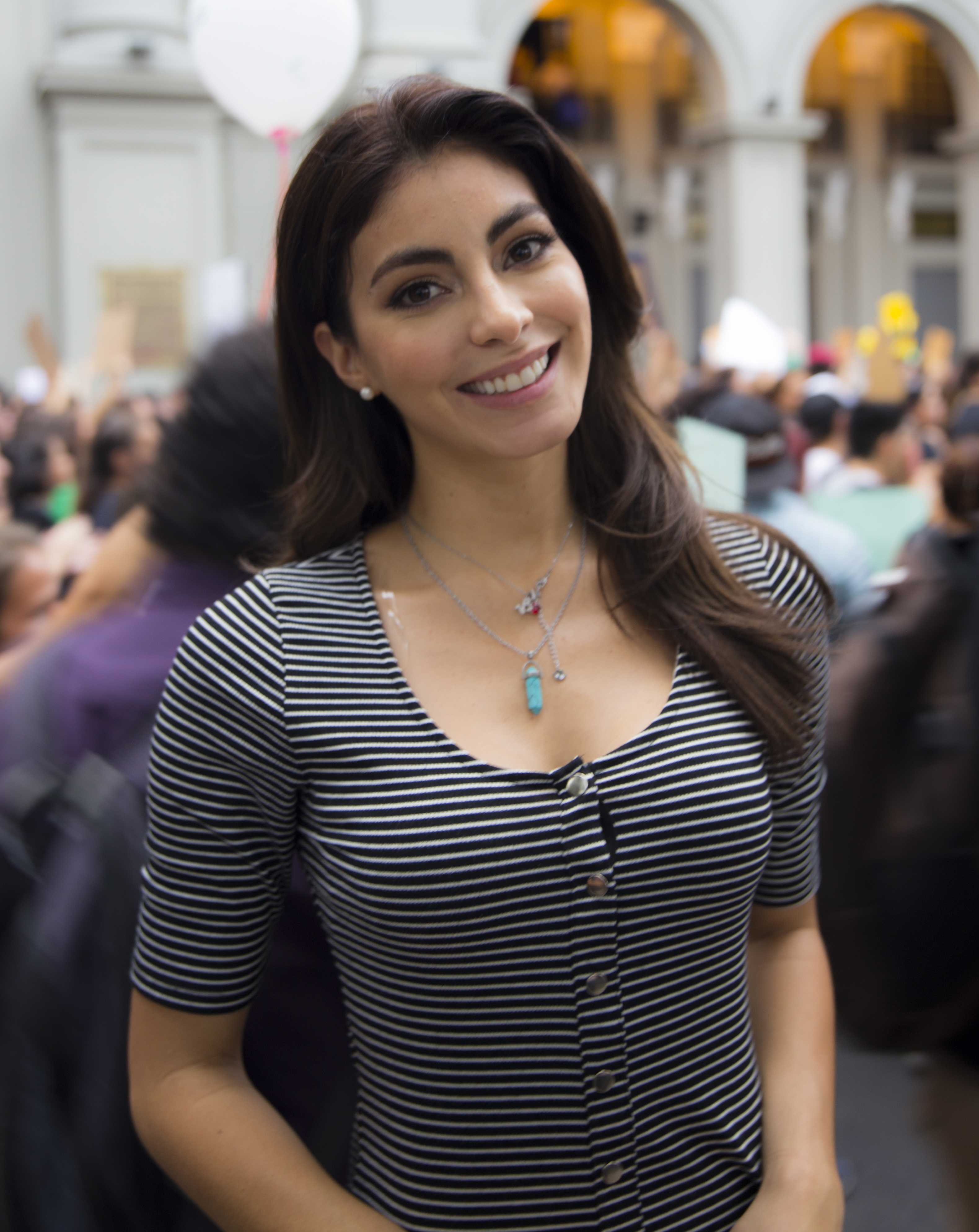
Miss Ecuador
(Virginia Limongi)

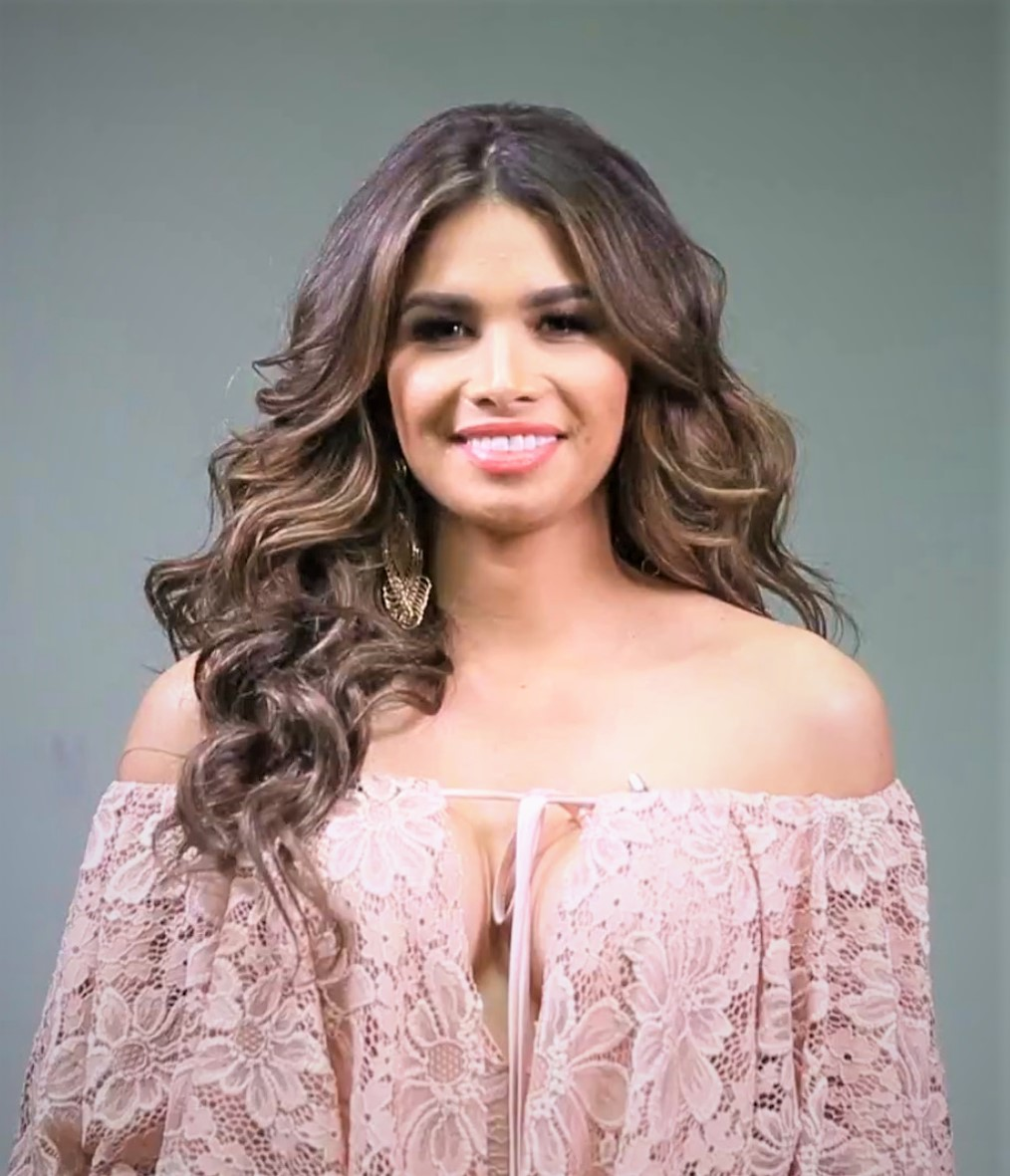
Miss El Salvador
(Marisela de Montecristo)

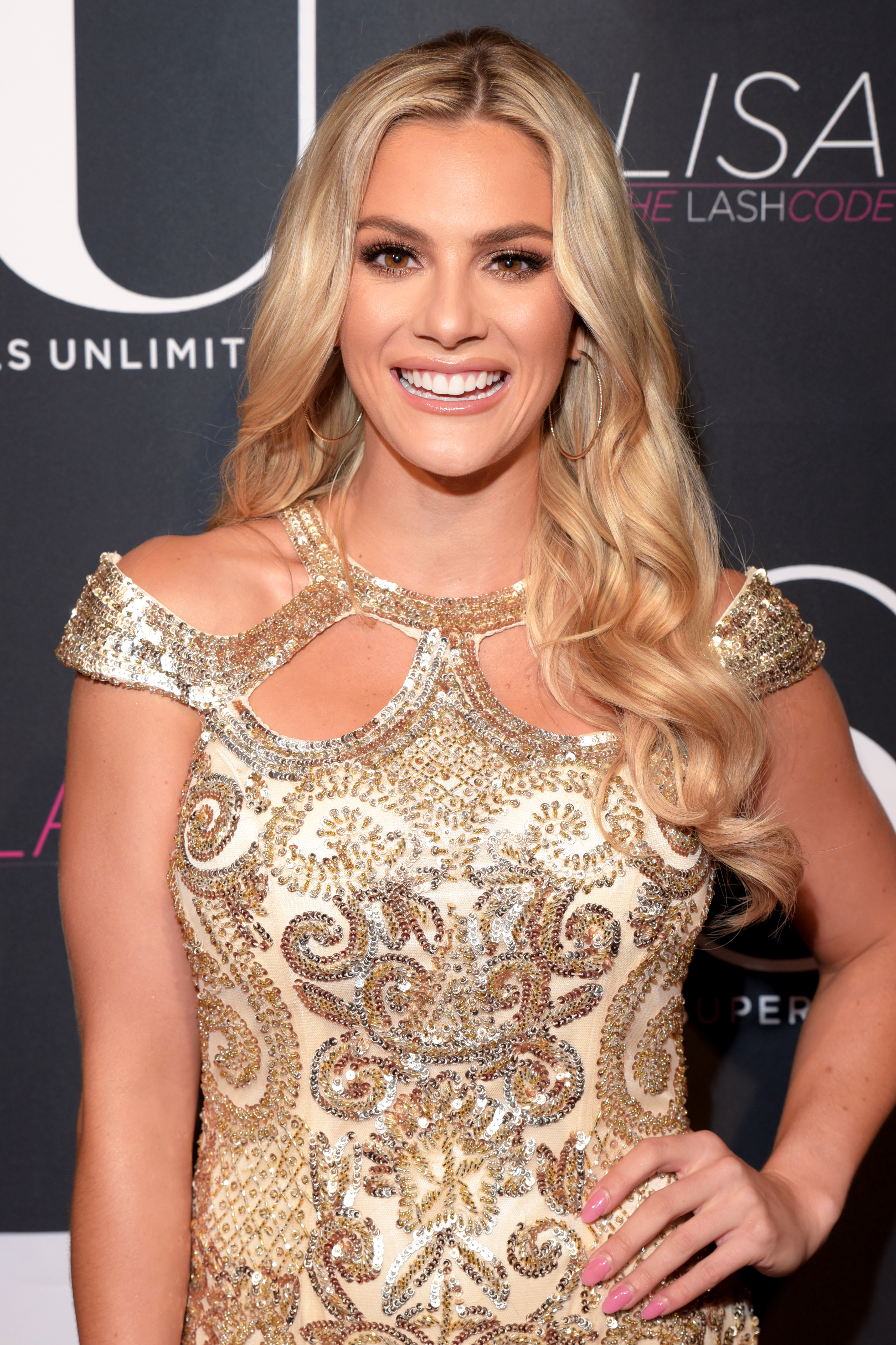
Miss Estados Unidos
(Sarah Rose Summers)

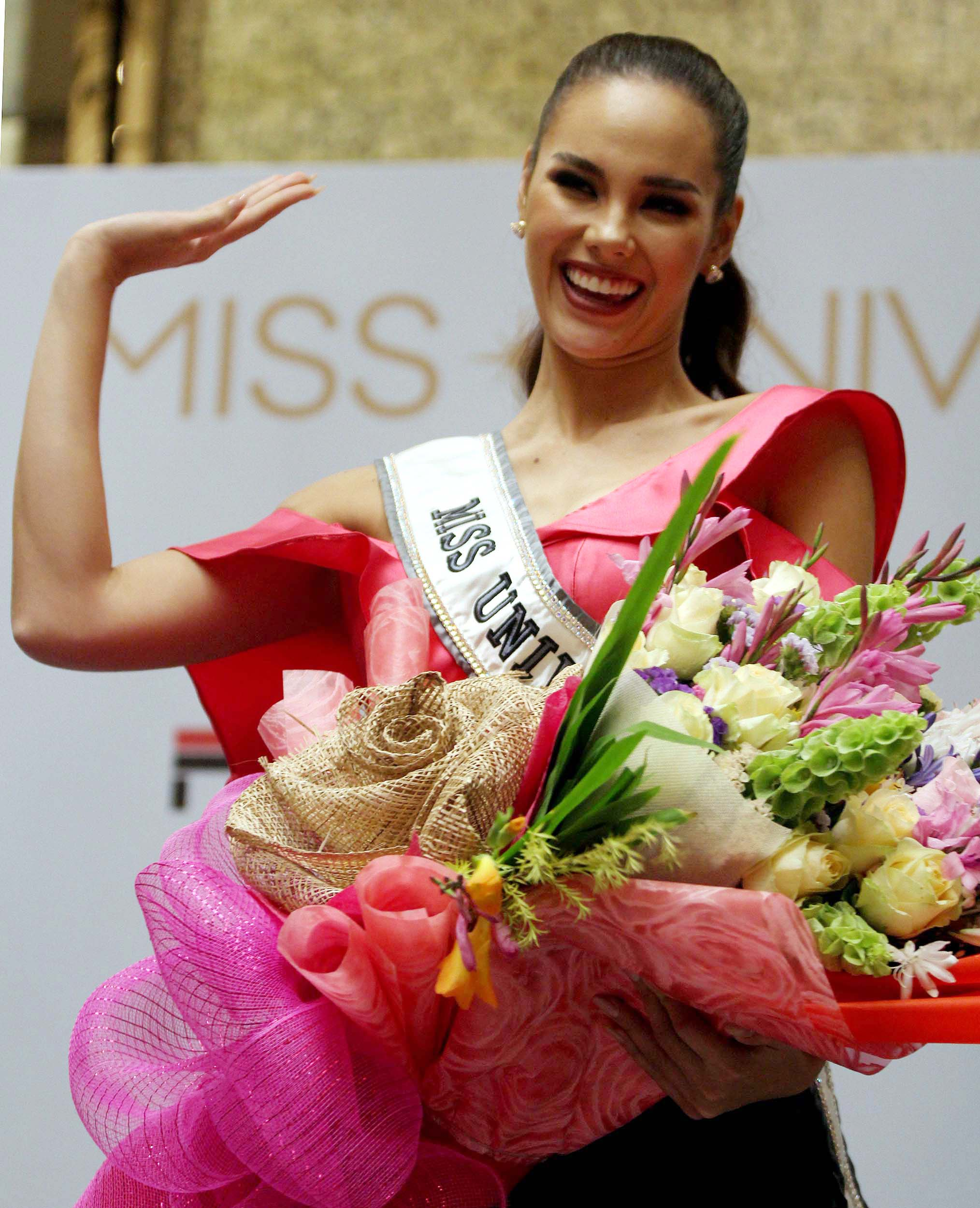
Miss Filipinas
(Catriona Gray)

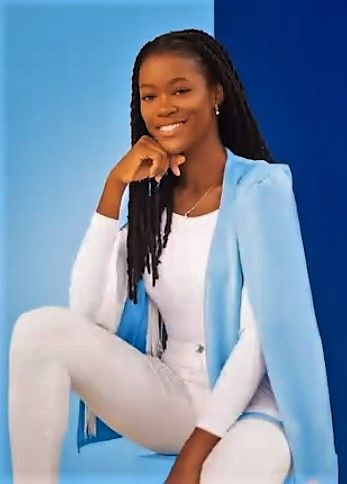
Miss Gran Bretaña
(Dee Anne Kentish-Rogers)

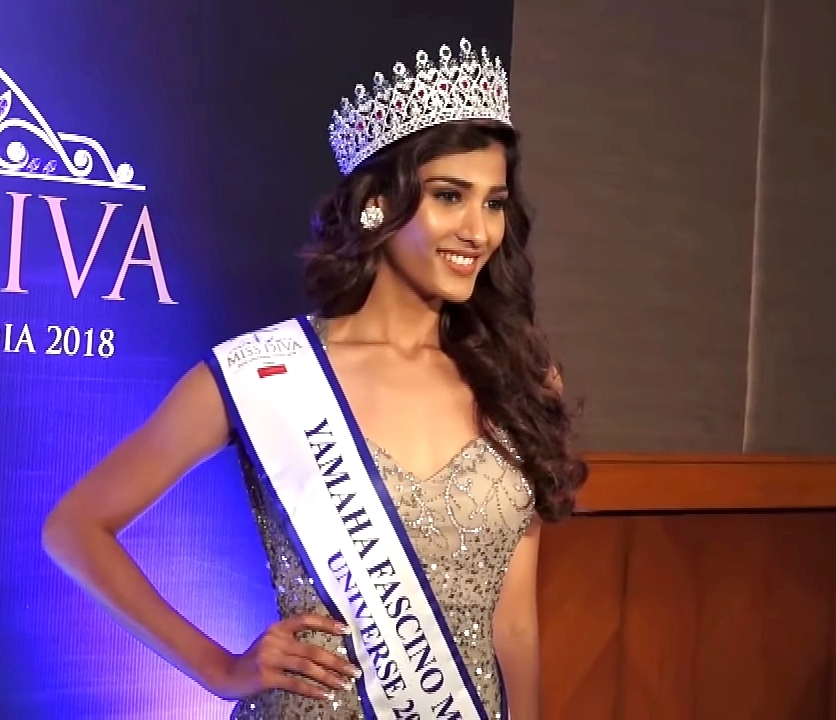
Miss India
(Nehal Chudasama)

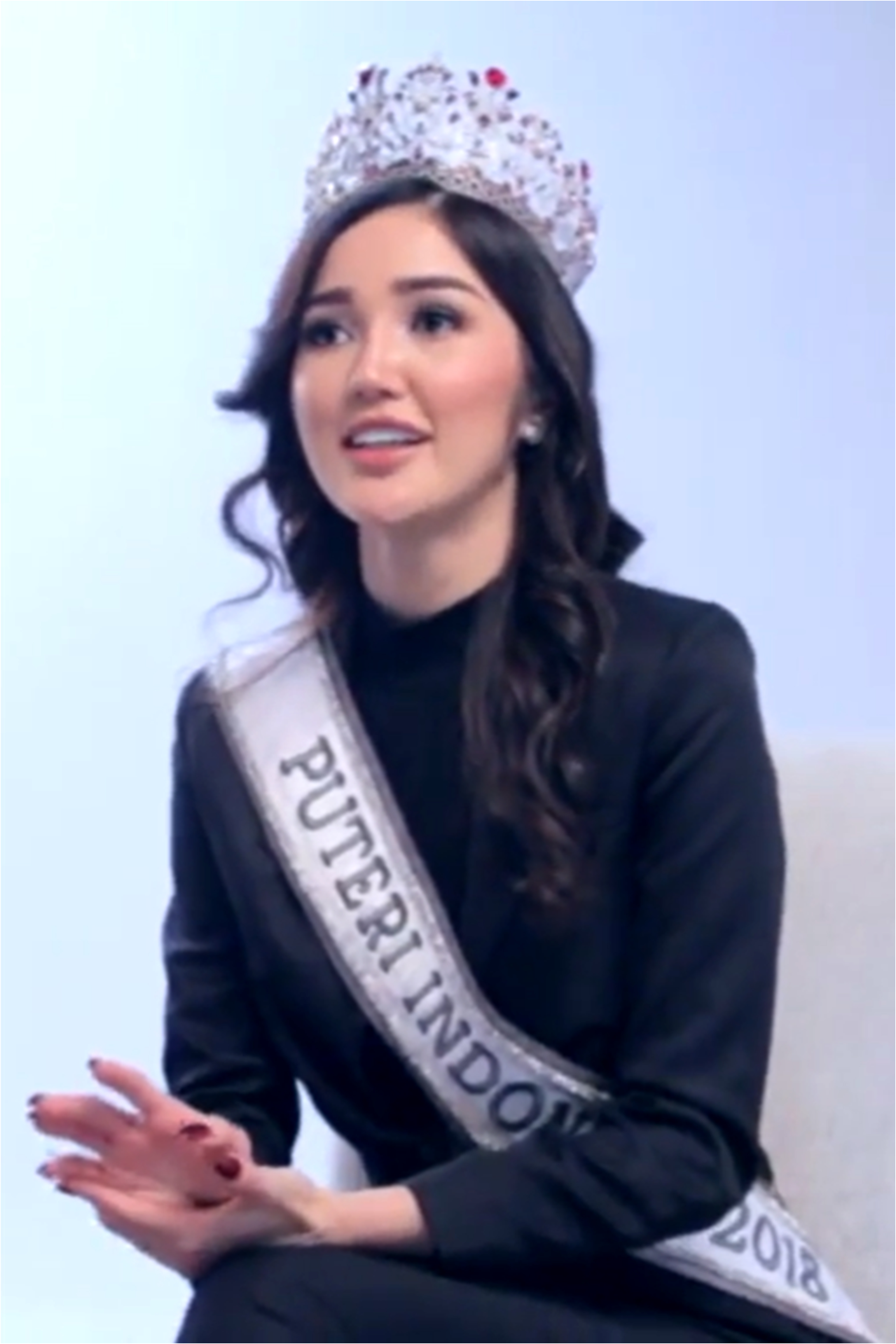
Miss Indonesia
(Sonia Citra)

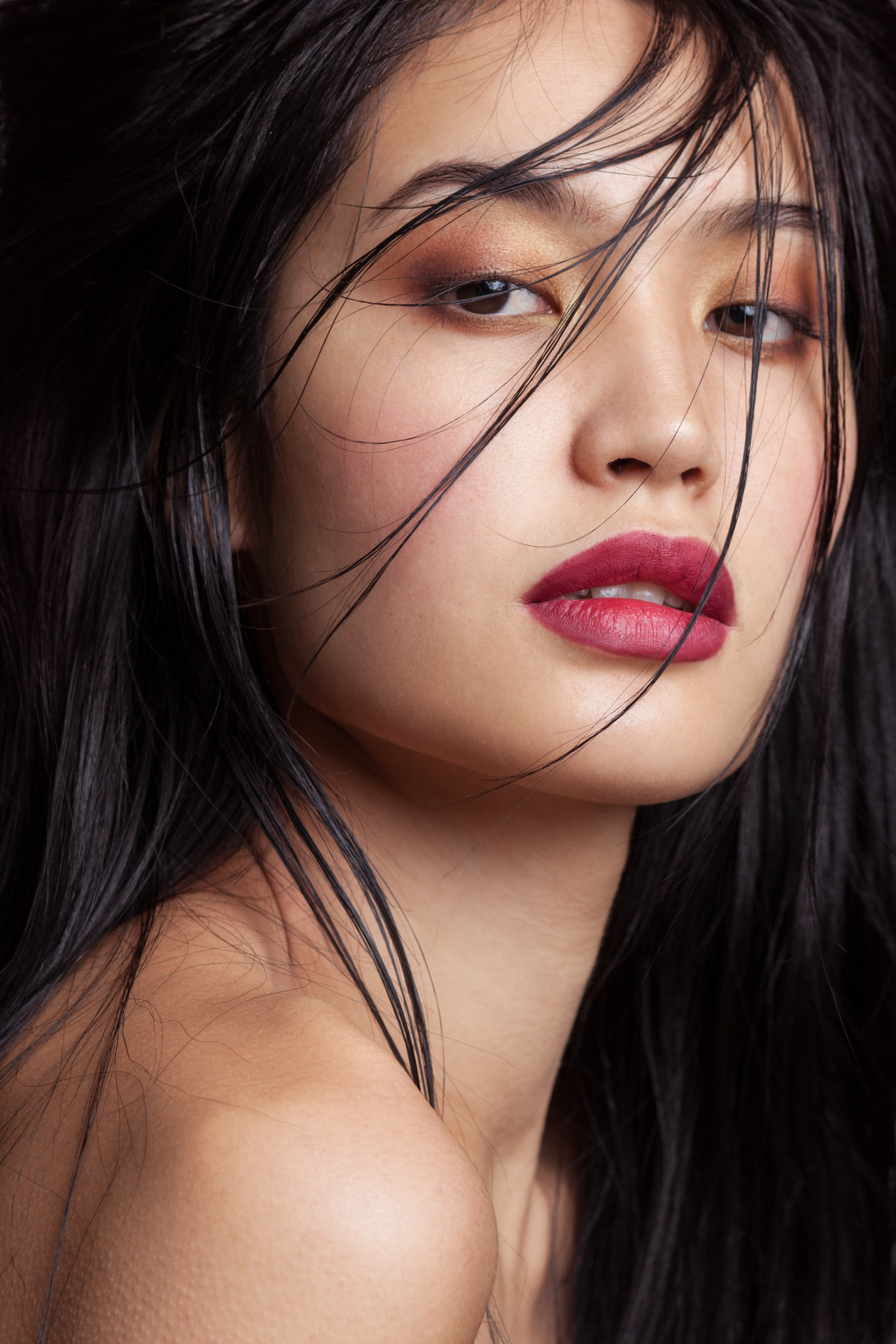
Miss Kirguistán
(Begimay Karybekova)

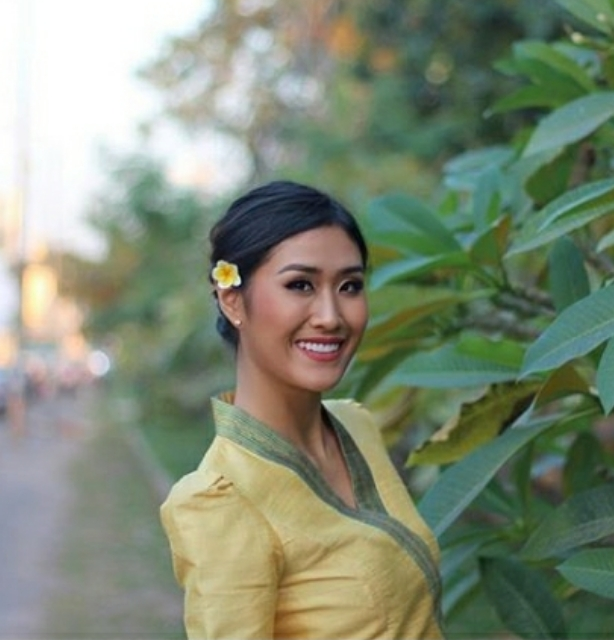
Miss Laos
(On-arnong Homsombat)

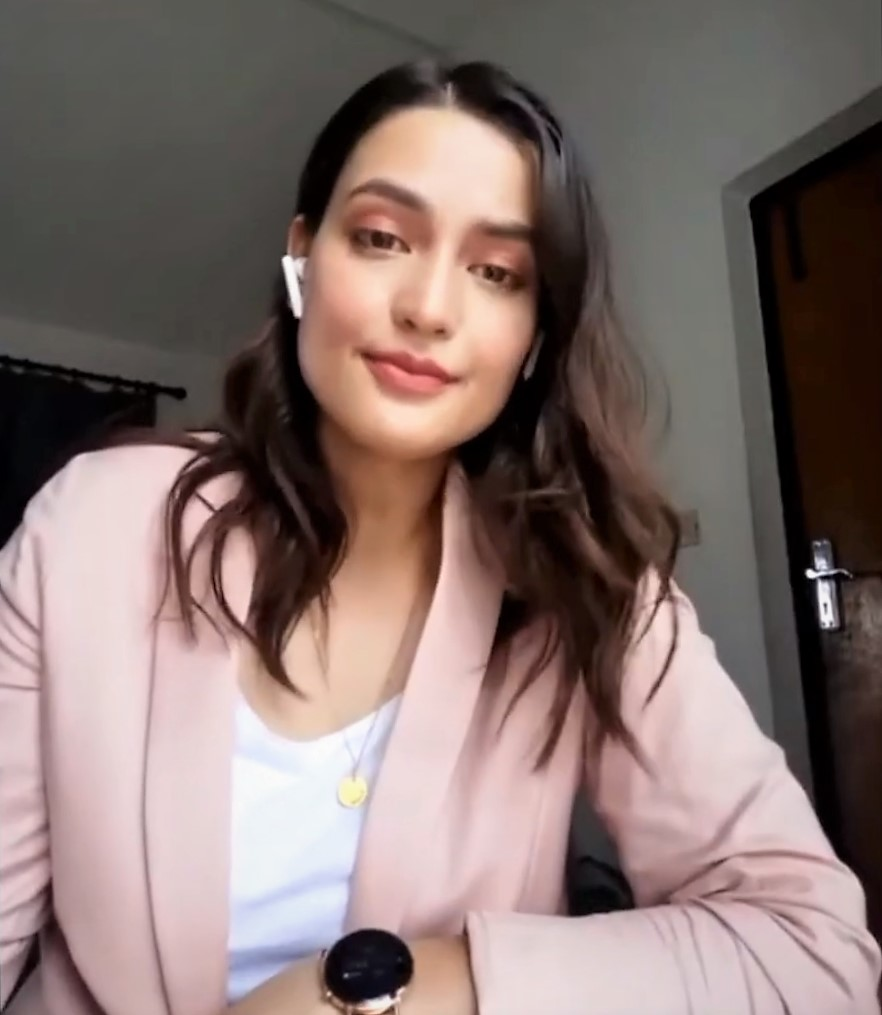
Miss Nepal
(Manita Devkota)

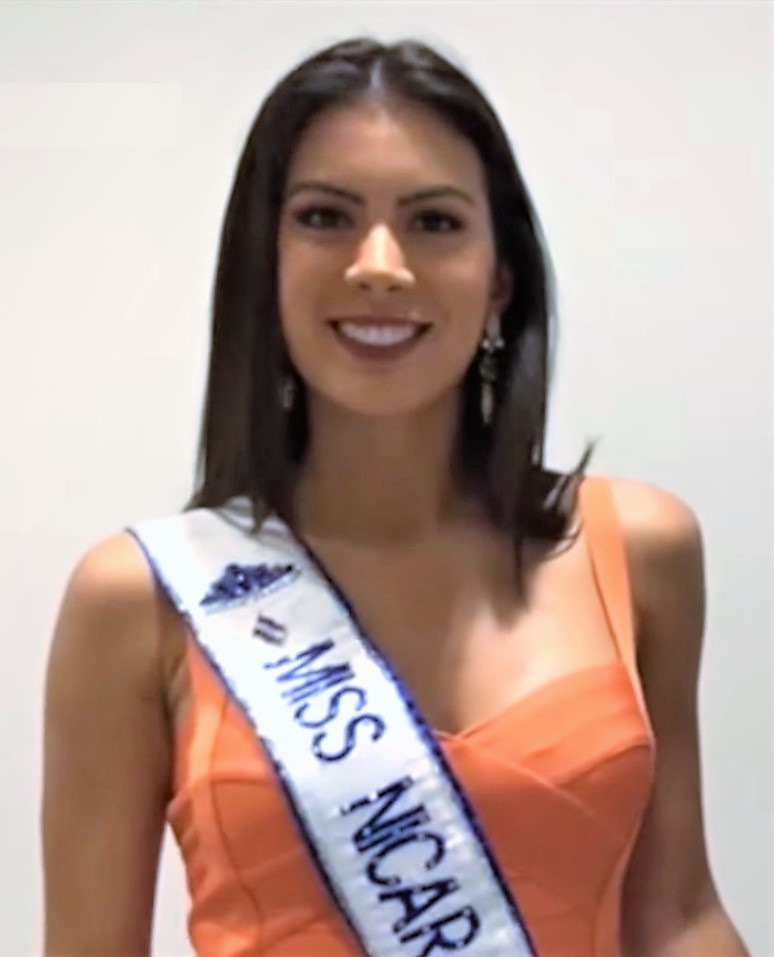
Miss Nicaragua
(Adriana Paniagua)

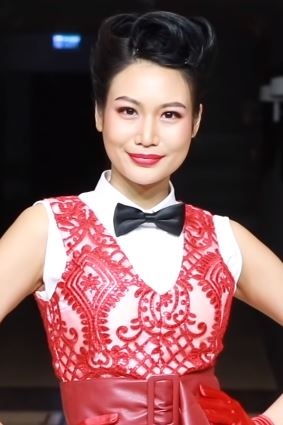
Miss Tailandia
(Sophida Kanchanarin)

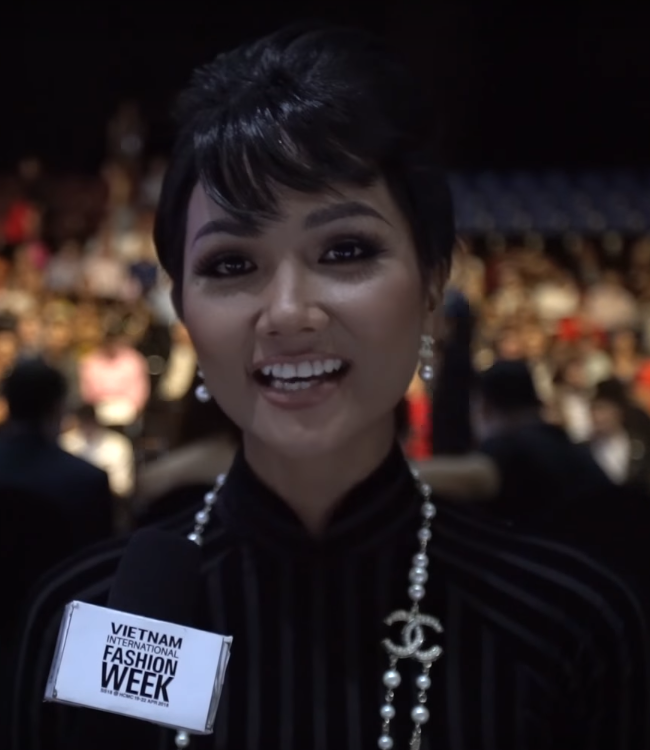
Miss Vietnam
(H'Hen Niê)